# Ulldemolins
Ulldemolins est une commune de la province de Tarragone, en Catalogne, en Espagne, de la comarque de Priorat.

## Toponymie
Ulldemolins est mentionnée au XIIe siècle sous le nom d'Oculo de molinis. Ce nom signifie sans doute centre (ull) d'un lieu où se trouvent des moulins.

## Histoire
Hormis quelques indices d'occupation à l'époque préhistorique, le village semble avoir été fondé à l'époque de l'occupation musulmane.